# 韋謏
韋謏（？—350年），字宪道，京兆郡（今陕西省西安市）人，十六国人物。

## 生平
韋謏博览群书，好儒学，著述很多。著有《伏林》、《典林》二十三篇等。先在前赵刘曜属下为官，为黄门郎。后为后赵石虎散骑常侍，历任守七郡，都以清化知名，征召为廷尉、侍中。韋謏好直谏，面陈军国大事，多被允纳。342年，石虎打猎没有节制，清晨外出，夜间返回，又经常微服出行，亲自检视工地的劳役情况。韋謏劝谏说：“陛下轻视天下的重位，轻易地来往在危险之地，如果突然有狂夫作乱，即使有智勇，将何处施展！征发徭役不分时节，民众荒废农业，叹息之声充满道路。恐怕不是仁圣之人所能忍心干的事。”石虎赏赐韋謏谷物钱帛，但行为依然如故。韋謏位至太子太傅，封京兆公。
冉闵取代后赵石氏建立冉魏，任命他为光禄大夫。350年十一月，冉闵委任他的儿子太原王冉胤为大单于、骠骑大将军，给他属下配备一千名投降的胡族士兵。韋謏劝谏冉闵说：“胡族、羯族都是我们的仇敌，如今他们归附，只为苟全性命，万一他们哗变，后悔来得及吗？请求您斩尽降胡，去掉单于的称号，以防微杜渐。”冉闵正想安抚招纳群胡，听了韋謏的话，勃然大怒，杀掉了韋謏以及韋謏的儿子韦伯阳。

## 延伸阅读
[在维基数据编辑]
 《晉書/卷091》，出自房玄齡《晉書》